# Anacamptis collina
L'orchide a sacco (Anacamptis collina (Banks & Sol. ex Russel) R.M.Bateman, Pridgeon & M.W.Chase, 1997) è una pianta appartenente alla famiglia delle Orchidacee, diffusa nei paesi che si affacciano sul mar Mediterraneo.

## Descrizione

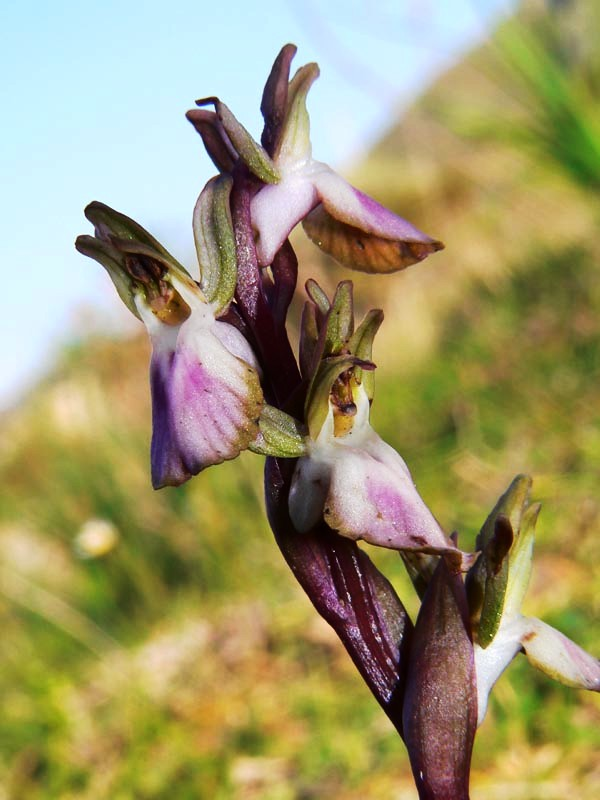

È una pianta erbacea geofita bulbosa alta sino a 30 cm.
Presenta foglie ellittiche e un'infiorescenza cilindrica,  lassa, formata da 5-20 fiori, con labello violaceo sfumato di bianco, munito di un corto sperone saccato bianco-violaceo. I sepali sono oblunghi, di colore olivaceo, quelli laterali eretti, il mediano piegato in avanti, a formare un casco lasso con i petali.
Ne esiste una forma ipocromatica (A. collina var. flavescens), diffusa in Spagna (Murcia e Almería) e nel Nordafrica, che presenta il labello interamente bianco.
Fiorisce da febbraio ad aprile.

## Biologia
L'insetto impollinatore abituale di questa specie è Apis mellifera ma talora è visitata anche da Eucera spp. e Andrena spp.

## Distribuzione e habitat
A. collina è diffusa nei paesi dell'Europa meridionale (Portogallo, Spagna meridionale, Francia meridionale, Italia, penisola balcanica, Grecia e Malta), del Medio oriente (Turchia, Palestina, Iran e Turkmenistan) e del Nordafrica (dal Marocco alla Libia).
In Italia è presente in Puglia, Basilicata, Calabria, Sicilia e Sardegna.
Cresce su prati aridi, garighe, pascoli e macchie ad una altitudine da 0 fino a 1000 m.
Predilige i suoli calcarei o debolmente acidi.

## Tassonomia
Descritta nel 1794 come Orchis collina questa specie è stata recentemente assegnata al genere Anacamptis.
Il numero cromosomico di Anacamptis collina è 2n=36.

### Ibridi
È stato descritto un ibrido intergenerico con il genere Serapias:
- × Serapicamptis nelsoniana (Bianco & al.) J.M.H.Shaw, 2005 (A. collina × S. parviflora)